# Iotrochota
Iotrochota is een geslacht van sponsdieren uit de klasse van de Demospongiae (gewone sponzen).

## Soorten
- Iotrochota acerata Dendy, 1896
- Iotrochota agglomerata Lehnert & van Soest, 1999
- Iotrochota arenosa Rützler, Maldonado, Piantoni & Riesgo, 2007
- Iotrochota atra (Whitfield, 1901)
- Iotrochota baculifera Ridley, 1884
- Iotrochota birotulata (Higgin, 1877)
- Iotrochota coccinea (Carter, 1886)
- Iotrochota iota (de Laubenfels, 1954)
- Iotrochota membranosa (Esper, 1794)
- Iotrochota nigra (Baer, 1906)
- Iotrochota pella de Laubenfels, 1954
- Iotrochota protea (de Laubenfels, 1950)
- Iotrochota purpurea (Bowerbank, 1875)